# Краслице
Краслице (на чешки: Kraslice; на немски: Graslitz) е град в Западна Чехия, Карловарски край. Разположен е в планински район, близо до границата с Германия. Населението на града е 6802 жители (по приблизителна оценка към 1 януари 2018 г.).

## Икономика
Още през 1850 г. в града се полага началото на производство на музикални инструменти. Една от първите фабрики – Bohland & Fuchs, се специализира в производството на духови инструменти.

## Административно деление
Краслице се дели на следните райони:
1. Краслице (Kraslice)
2. Черна (Černá)
3. Чира (Čirá)
4. Хранична (Hraničná)
5. Камен (Kámen)
6. Костелни (Kostelní)
7. Красна (Krásná)
8. Либоц (Liboc)
9. Млинска (Mlýnská)
10. Початки (Počátky)
11. Склена (Sklená)
12. Снежна (Sněžná)
13. Тисова (Tisová)
14. Валтержов (Valtéřov)
15. Зелена Хора (Zelená Hora)

## Побратимени градове
- Клингентал, Германия
- Ашафенбург, Германия